# Yu Yiting
Det här är en artikel om en person med kinesiskt personnamn; Yu är familjenamnet.
Yu Yiting (kinesiska: 余依婷), född 5 september 2005, är en kinesisk simmare.

## Karriär
I december 2021 vid kortbane-VM i Abu Dhabi tog Yu silver och noterade ett nytt juniorvärldsrekord på 200 meter medley. Hon erhöll även ett brons efter att ha simmat försöksheatet på 4×100 meter medley där Kina sedermera tog medalj i finalen.
I juli 2023 vid VM i Fukuoka tog Yu brons på 200 meter medley. I september 2023 vid asiatiska spelen i Hangzhou tog hon guld och noterade ett nytt mästerskapsrekord på 200 meter medley, guld på 400 meter medley samt silver på 50 meter fjärilsim. Hon erhöll ytterligare ett guld efter att ha simmat försöksheatet på 4×100 meter frisim där Kina sedermera tog medalj i finalen. 
I februari 2024 vid VM i Doha tog Yu brons på 200 meter medley. Hon var även en del av Kinas kapplag som tog guld på 4×100 meter mixed frisim.